# Sangāvīn
Sangāvīn (persiska: سنگاوين, سَنگابين) är en ort i Iran.   Den ligger i provinsen Qazvin, i den nordvästra delen av landet, 170 km väster om huvudstaden Teheran. Sangāvīn ligger 2 145 meter över havet och antalet invånare är 296.
Terrängen runt Sangāvīn är huvudsakligen kuperad, men norrut är den platt. Runt Sangāvīn är det ganska glesbefolkat, med 27 invånare per kvadratkilometer. Närmaste större samhälle är Kolanjīn, 19,9 km norr om Sangāvīn. Trakten runt Sangāvīn består i huvudsak av gräsmarker.